# 鐮木屬
鐮木（學名：Drepanophycus），又名鐮蕨，是一屬已滅絕的陸生維管植物，生存於古生代泥盆紀。它們和哈氏蕨屬有相似之處，和同時期與本屬密切相關的巴氏石松屬反而有許多不同處，如孢子囊的位置、葉的形狀及排列等。

## 特徵
鐮蕨的植物體可分為橫臥的擬根莖和二歧分叉或單軸分叉的直立莖軸兩部分。它們擁有真正的葉，呈刺狀，孢子囊單個著生在葉的上表面，不聚集成穗。莖的直徑為幾毫米至幾釐米，內具維管束，基部有真正的根。

## 物種
- 刺鐮木 Drepanophycus spinaeformis Göpp. = 刺鐮蕨
- Drepanophycus crepini (Gilkinet)
- Drepanophycus qujingensis C.S.Li & D.Edwards
- Drepanophycus gaspianus (Dawson) Kräusel & Weyland
- Drepanophycus spinosus

以下物種現時已被置入Haskinsia屬。
- Drepanophycus colophyllus Grierson & Banks

## 外部連結
- Ancient Land Plants （页面存档备份，存于）